# Światowe Igrzyska Halowe w Lekkoatletyce 1985 – skok wzwyż kobiet
Skok wzwyż kobiet – jedna z konkurencji technicznych rozgrywanych podczas halowych światowych igrzysk lekkoatletycznych w hali Accor Arena w Paryżu. Rozegrano od razu finał 19 stycznia 1985. Zwyciężyła reprezentantka Bułgarii Stefka Kostadinowa.

## Rezultaty

### Finał
W konkursie wzięło udział 16 skoczkiń.
Opracowano na podstawie materiału źródłowego.
| Miejsce | Zawodniczka        | Wynik | Uwagi |
| ------- | ------------------ | ----- | ----- |
| 1       | Stefka Kostadinowa | 1,97  | NR    |
| 2       | Susanne Lorentzon  | 1,94  | NR    |
| 3       | Debbie Brill       | 1,90  |       |
| 3       | Danuta Bułkowska   | 1,90  |       |
| 3       | Silvia Costa       | 1,90  |       |
| 6       | Marina Doronina    | 1,90  |       |
| 7       | Christine Soetewey | 1,85  |       |
| 8       | Jolanta Komsa      | 1,85  |       |
| 9       | Madely Beaugendre  | 1,85  |       |
| 9       | Olga Turczak       | 1,85  |       |
| 11      | Katrena Johnson    | 1,80  |       |
| 12      | Orlane dos Santos  | 1,80  |       |
| 13      | Diana Davies       | 1,80  |       |
| 14      | Ni Xiuling         | 1,75  |       |
| 15      | Deanne Bopf        | 1,75  |       |
| 16      | Marianne Vikne     | 1,75  |       |